# 番木瓜环斑病毒
番木瓜环斑病毒（学名：Papaya ringspot virus，缩写：PRSV）是番木瓜的一种病害。该病毒属于马铃薯Y病毒科马铃薯Y病毒属，是一种正單鏈RNA病毒。

## 病毒性状
番木瓜环斑病毒颗粒呈短棒状，长度约为760至800纳米，直径约12纳米。

## 症状
受感染的番木瓜植株叶片出现黄化和叶脉透明化，表面形成斑点，叶片畸形且变窄，粗糙感明显，叶柄和茎部可能出现浸渍状条纹。
果实表面形成环状或C形病斑。果实含糖量降低。若在番木瓜尚未开花阶段受到感染，可能导致全株死亡。

## 传播与分布
番木瓜环斑病毒通过蚜虫在植物间传播。以美国夏威夷为例，1992年该病毒首次在Puna地区被发现，仅两年后便迅速蔓延，几乎导致该地区番木瓜绝产。